# Pseudamussium
Pseudamussium is een geslacht van tweekleppigen uit de  familie Pectinidae (mantelschelpen). 

## Soorten
- Pseudamussium alicei (Dautzenberg & H. Fischer, 1897)
- Pseudamussium challengeri (E. A. Smith, 1891)
- Pseudamussium clavatum (Poli, 1795)
- Pseudamussium fasciculatum (Hinds, 1845)
- Pseudamussium gilchristi (Sowerby III, 1904)
- Pseudamussium peslutrae (Linnaeus, 1771)